# Naraura
Naraura är en ort i Indien.   Den ligger i distriktet Bulandshahr och delstaten Uttar Pradesh, i den norra delen av landet, 120 km öster om huvudstaden New Delhi. Naraura ligger 182 meter över havet och antalet invånare är 22 432.
Terrängen runt Naraura är mycket platt. Runt Naraura är det tätbefolkat, med 790 invånare per kvadratkilometer. Närmaste större samhälle är Dibai, 12,3 km väster om Naraura. Trakten runt Naraura består till största delen av jordbruksmark.